# Theristus (D.) xyaliforme
Theristus (D.) xyaliforme är en rundmaskart. Theristus (D.) xyaliforme ingår i släktet Theristus, och familjen Monhysteridae. Arten är reproducerande i Sverige.